# Факопиды
Факопиды (лат. Phacopida) — отряд трилобитов. Палеозойская группа: найдены в ордовикском, силурийском и девонском периодах. Название отряда происходит от слов «чечевица» (Phakos) и «глаз» (Opos).

## Описание
Мелких и средних размеров. Торакс (туловищный отдел) включает от 8 до 19 сегментов. Глаза, если есть шизохроические (агрегатные; в подотряде Phacopina) или голохроические (фасеточные; в двух других подотрядах Cheirurina и Calymenina). Выпуклая часть головного щита, или глабелла, крупная, расширяется кпереди; обычно с 4 парами глабеллярных бороздок. Хвостовой щит несёт различные краевые или срединные шипы.

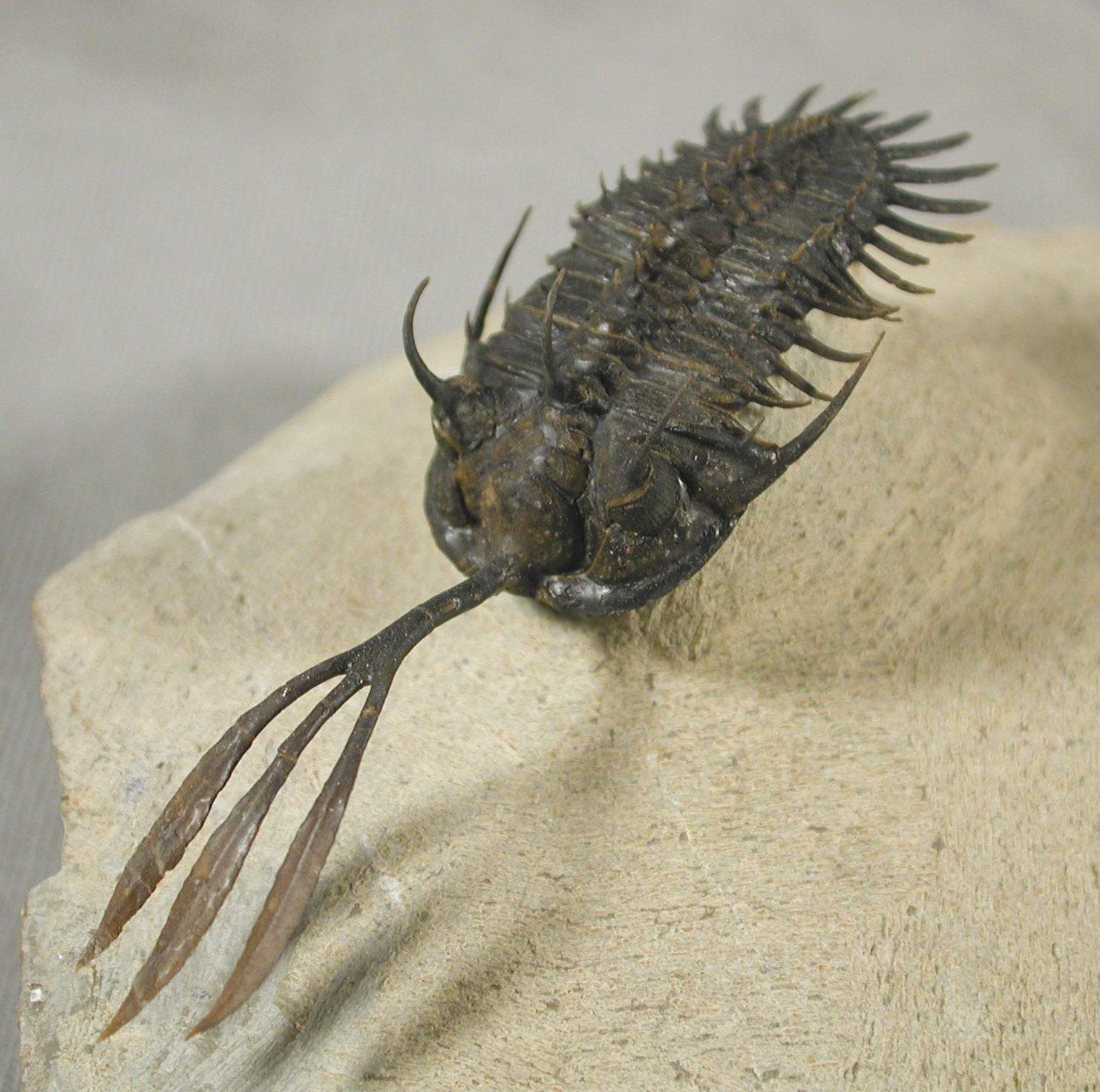
Walliserops trifurcatus
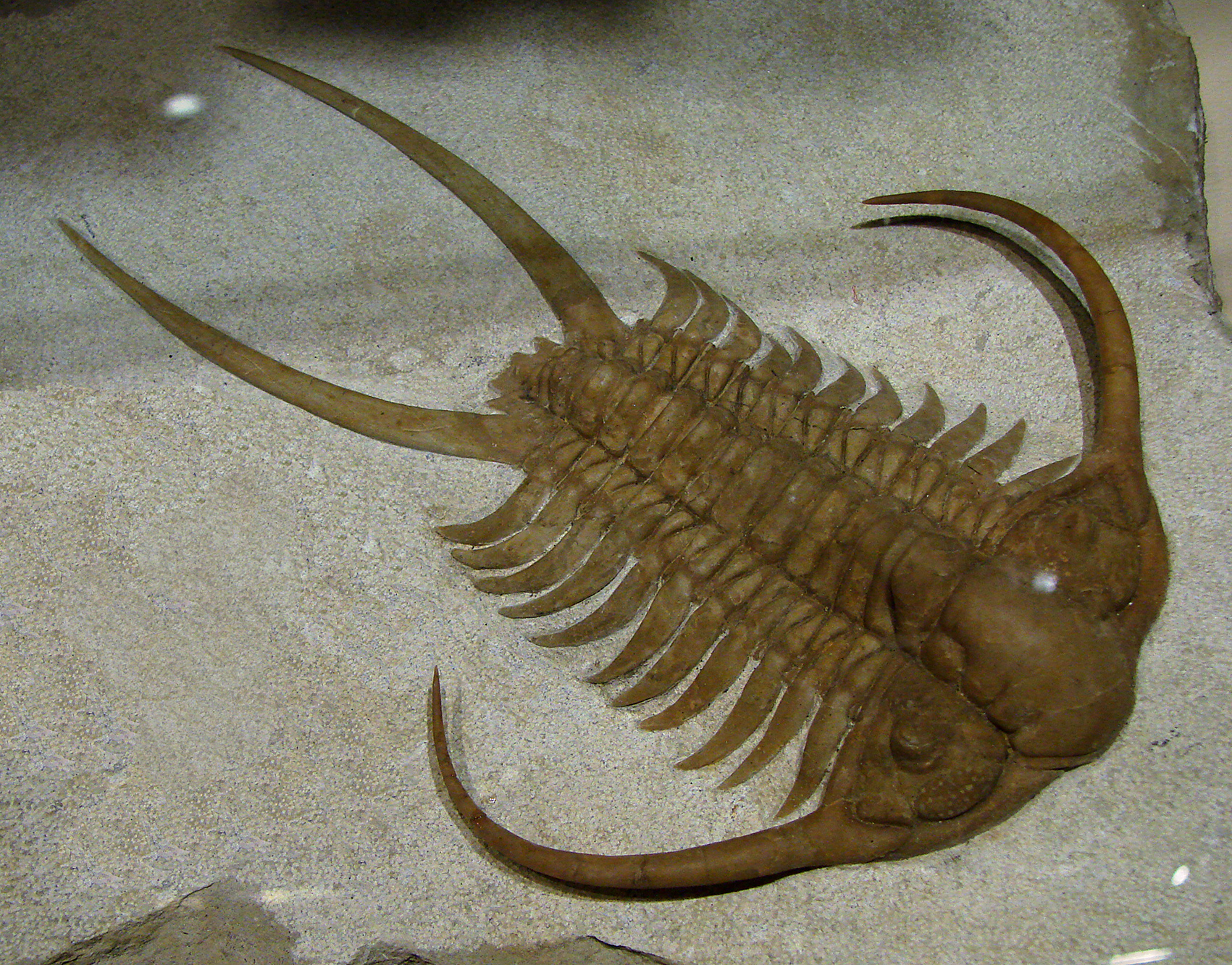
Cheirurus
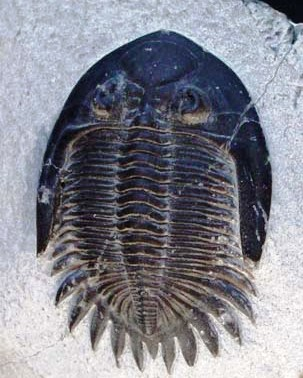
Bellacartwrightia
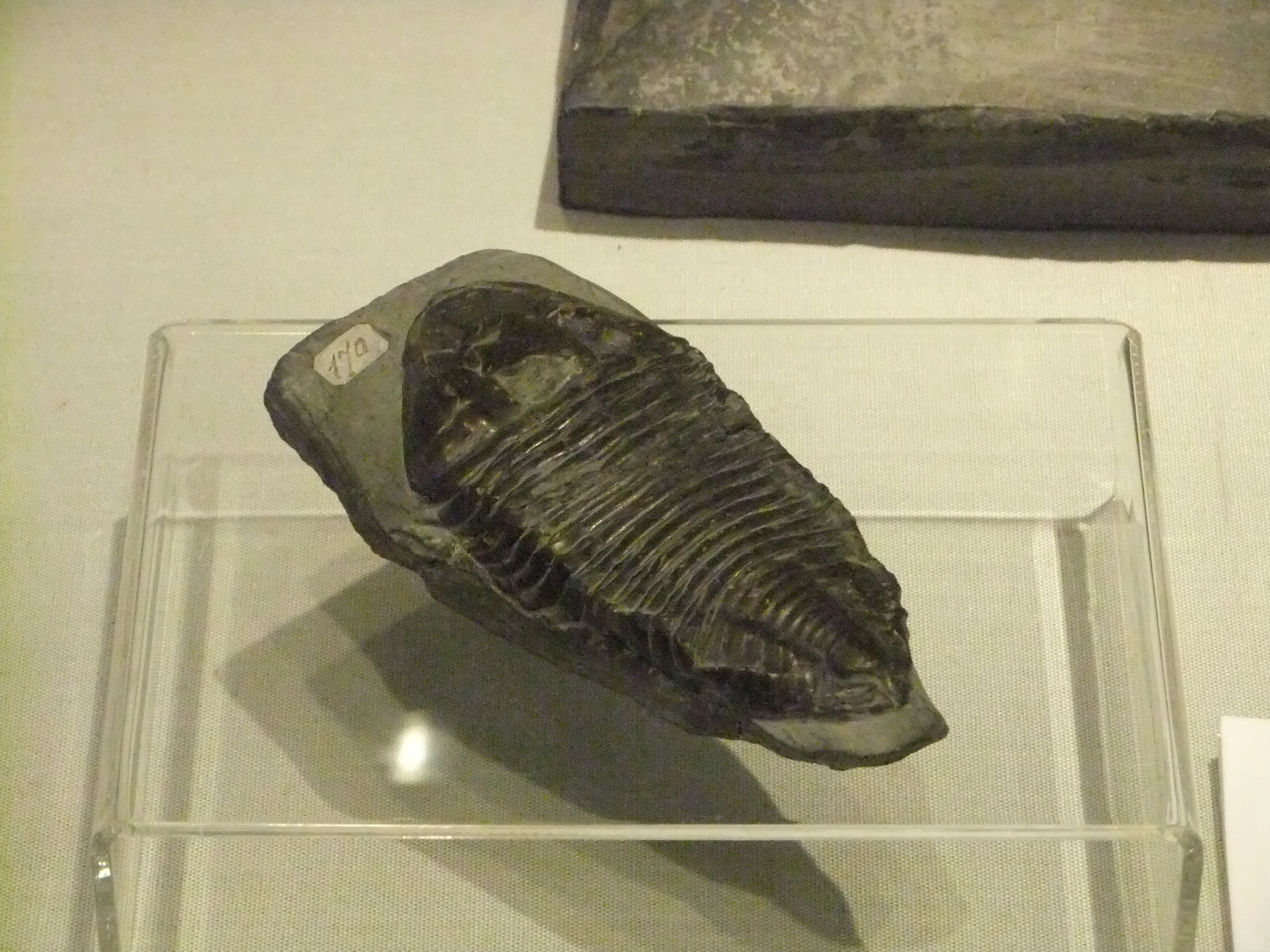
Trimerus
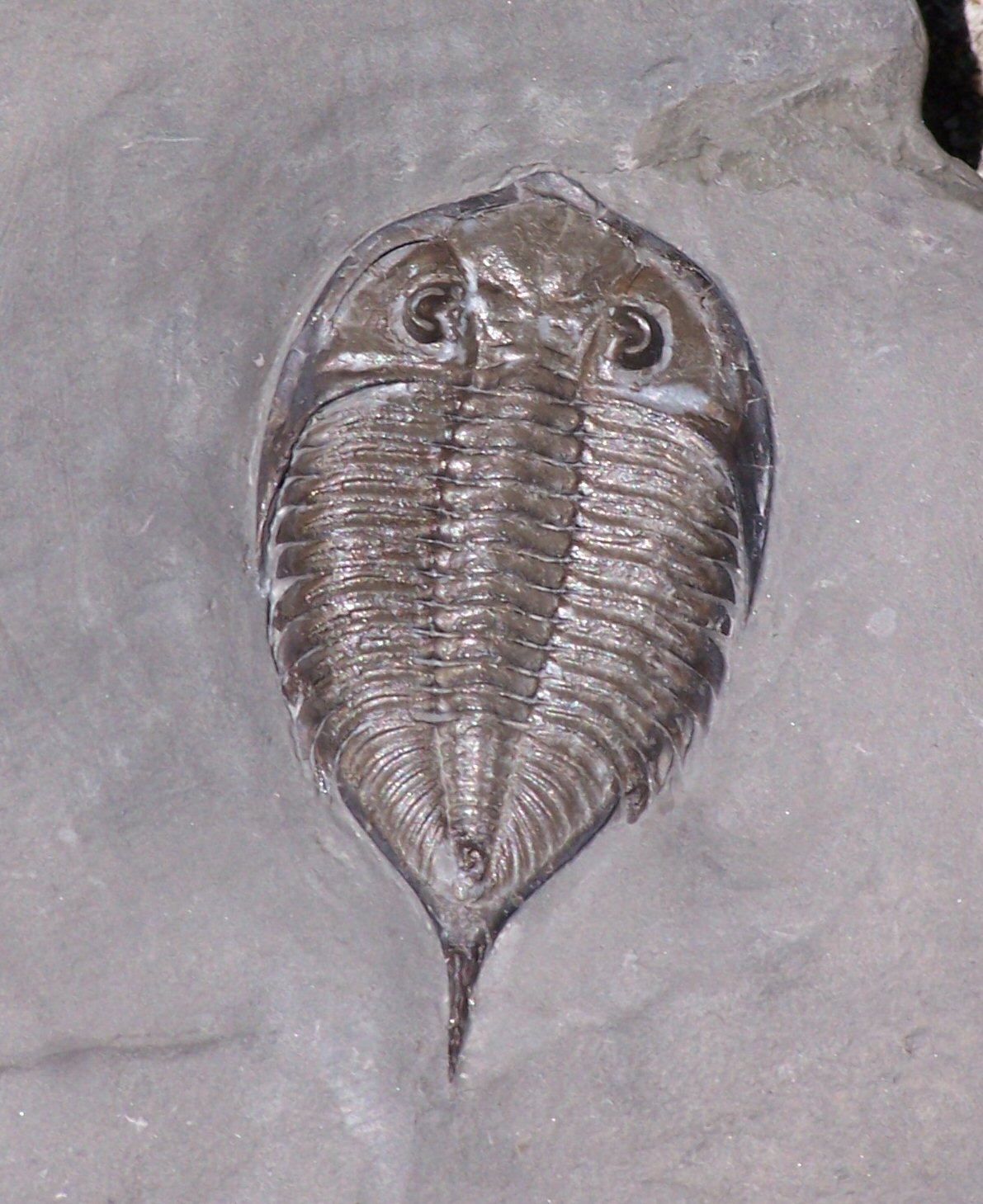
Dalmanites limulurus
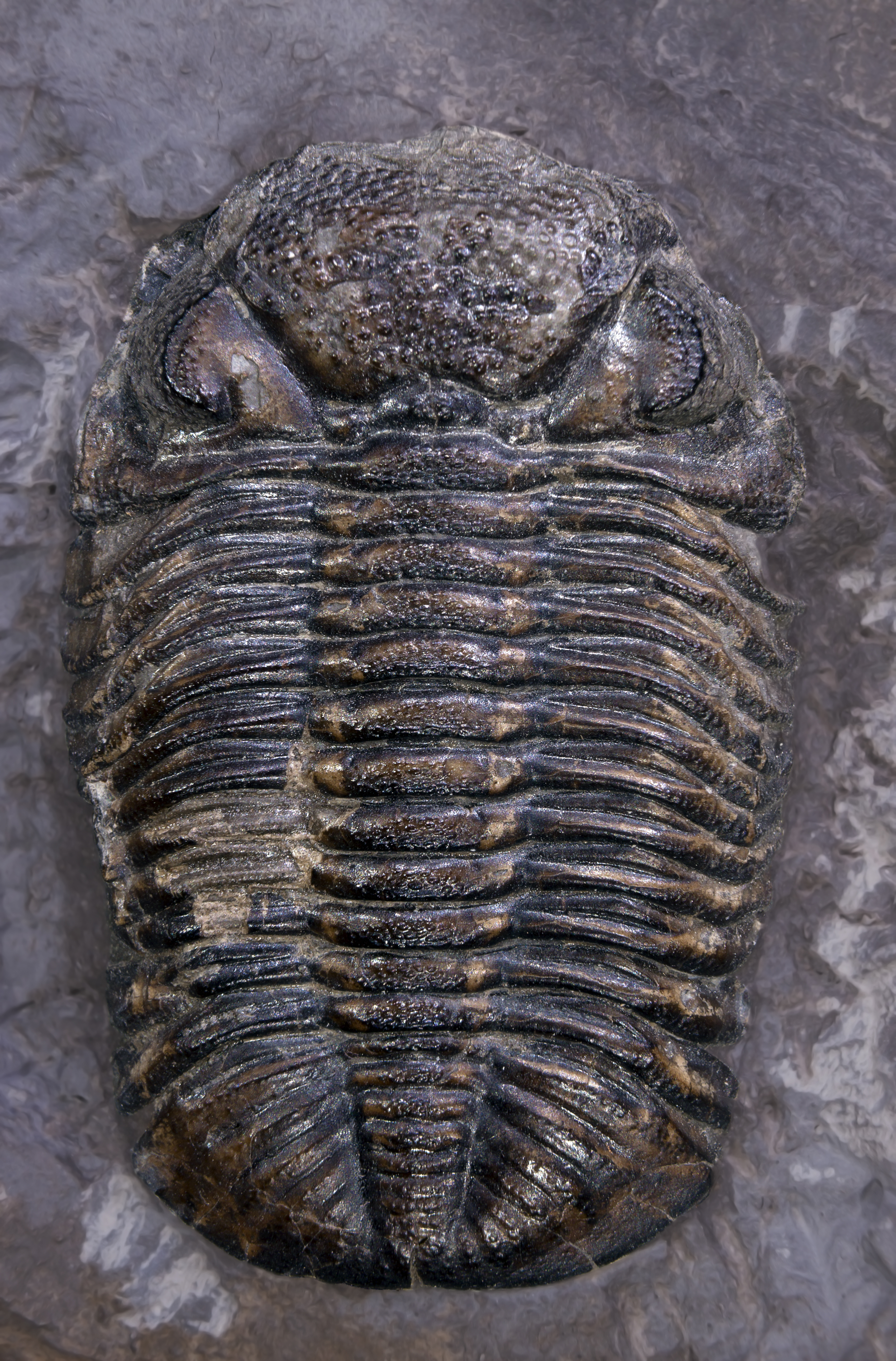
Phacops rana (Phacops rana)

## Классификация
Крупная и разнообразная группа трилобитов (около 200 родов), разделённая на 3 подотряда:
- Подотряд Calymenina
  - Надсемейство Calymenoidea
    - Семейства Bathycheilidae, Bavarillidae, Calymenidae, Homalonotidae, Pharostomatidae
- Подотряд Phacopina
  - Надсемейство Phacopoidea
    - Семейства Phacopidae, Pterygometopidae

  - Надсемейство Dalmanitoidea
    - Семейства Dalmanitidae, Diaphanometopidae, Prosopiscidae

  - Надсемейство Acastoidea
    - Семейства Acastidae, Calmoniidae
- Подотряд Cheirurina
  - Надсемейство Cheiruroidea
    - Семейства Cheiruridae, Encrinuridae (включая Staurocephalidae), Pilekiidae, Pliomeridae

## Геохронология
Группа появилась около 480 млн лет назад в начале ордовикского периода и полностью вымерла в конце девонского периода.
| Докембрий | Фанерозой | Фанерозой | Фанерозой | Фанерозой | Фанерозой | Фанерозой | Фанерозой | Фанерозой | Фанерозой | Фанерозой | Фанерозой | Фанерозой | Эон       |
| Докембрий | Палеозой  | Палеозой  | Палеозой  | Палеозой  | Палеозой  | Палеозой  | Мезозой   | Мезозой   | Мезозой   | Кайнозой  | Кайнозой  | Кайнозой  | Эра       |
| --------- | --------- | --------- | --------- | --------- | --------- | --------- | --------- | --------- | --------- | --------- | --------- | --------- | --------- |
| Докембрий | Кембрий   | Ордо вик  | Сил ур    | Девон     | Карбон    | Пермь     | Триас     | Юра       | Мел       | Палео ген | Нео ген   |           | П-д       |
| 4567      | 538,8     | 486,85    | 443,1     | 419,62    | 358,86    | 298,9     | 251,902   | 201,4     | 143,1     | 66,0      | 23,04     |           | млн лет ← |
| 4567      | 538,8     | 486,85    | 443,1     | 419,62    | 358,86    | 298,9     | 251,902   | 201,4     | 143,1     | 66,0      | 23,04     | 2,58      |           |